# Eustachy Rylski (pisarz)
Eustachy Rylski (ur. 18 listopada 1944 w Nawojowej) – polski prozaik, dramaturg, scenarzysta.

## Życiorys
Urodził się w Nawojowej k. Nowego Sącza, w rodzinie o tradycjach ziemiańskich. Jego przodkowie wywodzili się z Wołynia. Ojciec, inżynier, Eustachy Rylski, żołnierz Armii Krajowej, został rozstrzelany przez Niemców w Młodowie k. Rytra we wrześniu 1944, stryj, Jerzy Rylski porucznik kawalerii, został wywieziony przez Sowietów do Komi, gdzie zmarł w 1941, a stryjenka, Wanda, trafiła do łagru, z którego powróciła na przełomie lat 40. i 50. Eustachym zajmowali się dziadkowie ze strony ojca.
Po wojnie mieszkał w Sobieszowie k. Jeleniej Góry. W latach 1959–1963 uczęszczał do liceum ogólnokształcącego w Karpaczu. W wieku 17 lat zatrudnił się w bazie samochodowej w Sobieszowie. Maturę uzyskał w 1965 w Liceum Ogólnokształcącym dla Pracujących w Wałbrzychu, jednocześnie pracując jako referent techniczny w Ośrodku Transportu Leśnego w Sobieszowie (1963–1966). W latach 1966–1968 uczył się w Pomaturalnym Studium Hotelarskim w Jeleniej Górze, po ukończeniu którego przez rok pracował we Wrocławskim Przedsiębiorstwie Budownictwa Przemysłowego. W latach 1969–1971 był urzędnikiem państwowym w Komitecie Kultury Fizycznej we Wrocławiu, a w okresie 1973–1978 kierownikiem w Dolnobrzeskim Ośrodku Kultury pod Wrocławiem. W 1978 przeniósł się do Warszawy. Pracował przez dwa lata jako pedagog w Zespole Szkół Budowlanych. W latach 1981–1985 współpracował z firmą remontującą mieszkania, której był udziałowcem.
Debiutował dyptykiem powieściowym Stankiewicz. Powrót (1984). Pierwodruk Stankiewicza, minipowieści opowiadającej o losach syna powstańca styczniowego, będącego jednocześnie oficerem carskiej armii, oraz jego problemach z odkrywaniem własnej tożsamości, ukazał się w 1983 w „Literaturze” i otrzymał nagrodę tygodnika za debiut roku. Za właściwy debiut pisarza uznaje się jednak wydanie Stankiewicza w 1984 przez Państwowy Instytut Wydawniczy, wraz z drugą minipowieścią: Powrót. Teksty 39-letniego wówczas Rylskiego zyskały uznanie zarówno krytyków, jak i czytelników. Stankiewicza przetłumaczono na włoski, niemiecki, francuski, rosyjski, węgierski i hiszpański, Powrót na rosyjski i francuski. Producenci filmowi kupili prawa do adaptacji obu powieści. Wydanie jego kolejnej książki, zbioru opowiadań Tylko chłód (1987), nie licząc wyróżnienia Warszawską Premierą Literacką, przeszło bez większego echa. Na blisko 20 lat Rylski zaprzestał pisania prozy.
Wraz z żoną Lucyną Tempską-Rylską, wszedł w spółkę, z której narodził się magazyn „Twój Styl”. W 1989 Jerzy Koenig zaproponował Rylskiemu pisanie dla Teatru Telewizji. Tak rozpoczęła się jego stała współpraca ze sceną. Jest autorem pięciu sztuk teatralnych, drukowanych również w miesięczniku „Dialog”.
W międzyczasie Rylscy przenieśli się do Chotomowa pod Warszawą. Tam powstała, pierwsza po 20 latach przerwy, powieść: Człowiek w cieniu (2004). W 2005 ukazała się kolejna powieść pod tytułem Warunek. W 2007 Świat Książki wydał zbiór opowiadań Wyspa. Książkę otwiera zmienione – wydane po raz pierwszy 20 lat wcześniej – opowiadanie Dziewczynka z hotelu Excelsior. Opowiadanie stało się podstawą filmu Antoniego Krauzego pod tym samym tytułem. Rylski napisał do niego scenariusz. 

## Twórczość
Powieści
- 1984 Stankiewicz. Powrót
- 2004 Człowiek w cieniu
- 2005 Warunek
- 2010 Na Grobli
- 2013 Obok Julii
- 2018 Blask

Zbiory opowiadań
- 1987 Tylko chłód
- 2007 Wyspa
- 2014 Szara lotka

Dramaty
- 1990 Chłodna jesień
- 1991 Zapach wistarii
- 1997 Netta
- 1999 Co nie jest snem
- 2003 Sprawa honoru

Zbiory esejów
- 2009 Po śniadaniu
- 2021 Jadąc

## Odznaczenia, nagrody i wyróżnienia
- Nagroda tygodnika „Literatura” za debiut roku 1984 (1985)
- nagroda Warszawskiej Premiery Literackiej za zbiór opowiadań Tylko chłód (1987)
- Warszawska Premiera Literacka za powieść Człowiek w cieniu (czerwiec 2004)
- Nagroda Literacka im. Władysława Reymonta (2005)[3]
- Nagroda im. Józefa Mackiewicza za powieść: Człowiek w cieniu (2005)[4][5]
- Warszawska Premiera Literacka za powieść Warunek (listopad 2005)
- Fenomen Przekroju 2005 - nagroda tygodnika „Przekrój” za powieść Warunek (2006)[6]
- Nagroda Warszawskiej Premiery Literackiej za Książkę Roku 2005, za powieść Warunek (2006)
- Nagroda Książka Roku „Magazynu Literackiego „Książki”” za powieść Warunek (2006)
- nagroda 15. Wrocławskich Promocji Dobrych Książek za powieść Warunek (2006)
- nominacja do Nagrody im. Cypriana Kamila Norwida w kategorii literatura za książkę Warunek (2006)[7]
- nominacja do Śląskiego Wawrzynu Literackiego za powieść Warunek (2006)[8]
- nominacja do Literackiej Nagrody Europy Środkowej „Angelus” za powieść Warunek (2006)[8]
- nominacja do Nagrody Literackiej „Nike” (2006)[9]
- Nagroda Literacka im. Władysława Reymonta za powieść Warunek (2007)
- Nagroda Literacka m.st. Warszawy za powieść Na Grobli (2011)[10]
- nominacja do Nagrody im. Cypriana Kamila Norwida w kategorii literackiej, za powieść Na Grobli (2011)
- Złoty Medal „Zasłużony Kulturze Gloria Artis” (2011)[11][12]
- Nagroda im. Samuela Bogumiła Lindego (2013)[13]
- Nagroda Literacka m.st. Warszawy w kategorii twórca warszawski (2016)[14]
- Nagroda Specjalna i członkostwo honorowe Stowarzyszenia Autorów ZAiKS (2018)[15]

Źródło:.